# Laphria assamensis
Laphria assamensis är en tvåvingeart som beskrevs av Joseph och Parui 1981. Laphria assamensis ingår i släktet Laphria och familjen rovflugor. Inga underarter finns listade i Catalogue of Life.